# Maurice Reygasse
 (mai 2024).
Si vous disposez d'ouvrages ou d'articles de référence ou si vous connaissez des sites web de qualité traitant du thème abordé ici, merci de compléter l'article en donnant les références utiles à sa vérifiabilité et en les liant à la section « Notes et références ».
Maurice Reygasse (1881-1965) est un archéologue et préhistorien français. Il fut le premier conservateur du musée de préhistoire et d'ethnographie africaine d'Alger. Il en fut aussi le fondateur car il avait fait don à l'Algérie de toutes ses collections recueillies au cours de ses années de recherche. Ces collections furent rassemblées au Bardo, un palais mauresque datant du XIIIe siècle et racheté en 1927 par le gouvernement général de l'Algérie.

## Biographie
Né à Lacapelle-Marival, le 7 janvier 1881 d'un père pharmacien dans le Lot, il fit ses études secondaires à Toulouse puis à Paris, à l'École des langues orientales (arabe et abyssin), puis à l'École pratique des hautes études, section des sciences historiques et philologiques.
Ses diplômes acquis, il rejoignit l'Algérie. D'abord en poste dans les Aurès, à N'Gaous, comme administrateur adjoint, puis en 1911 à Tébessa où il fut nommé administrateur. Avec son ami Latapie, il étudia la préhistoire de la région. Ils y découvrirent quantité de matériel lithique préhistorique et publièrent dans les revues scientifiques. Maurice Reygasse fut l'inventeur des « escargotières » du Capsien. Il fit de nombreuses expéditions vers Touggourt, Ouargla et à travers le Grand Erg occidental.
Maurice Reygasse créa et décrivit en 1922 l'Atérien, industrie lithique du Paléolithique moyen couvrant l'Afrique du Nord et le Sahara, sur la base des outils lithiques trouvés à Bir el-Ater, ville située à 87 km au sud de la wilaya de Tébessa.
En 1926, il participa avec une équipe américaine du Logan Museum et L. Chapuis, un Français spécialiste du Sahara, à la célèbre expédition dans le Hoggar, qui permit la découverte du tombeau de Tin Hinan, à Abalessa, dont Reygasse fit la description dans un ouvrage paru en 1950 : Monuments funéraires préislamiques de l'Afrique du Nord.
Maurice Reygasse mit son savoir au service de la formation. Maître de conférences à la Faculté des lettres d'Alger, il préparait les étudiants au diplôme d'études préhistoriques et anthropologiques. Il organisa des cycles de conférences en Algérie, en France et dans de nombreux pays étrangers. Il fut alors nommé officier de la Légion d'honneur.
Maurice Reygasse a consacré sa vie à la Préhistoire algérienne. En plus d'un quart de siècle de recherches difficiles et d'expéditions parfois périlleuses, il a rassemblé des collections qui ont fait le musée du Bardo à Alger, et qu'il a continué à classer et à étudier jusqu'à ce que l'âge l'amène à rentrer dans son pays natal. Il est mort à Saint-Sever, dans les Landes le 11 janvier 1965, auprès de son fils unique domicilié à Monsuets.

## Publications
- Maurice Reygasse, Note au sujet de deux civilisations préhistoriques africaines pour lesquelles deux termes nouveaux me paraissent devoir être employés, XLVIe session de l'Association française pour l'avancement des Sciences, Montpellier, p. 467-472, 1922
- Maurice Reygasse, Contribution à l'étude des gravures rupestres et inscriptions tifinar du Sahara Central, 35 planches et 13 photos, Jules Carbonel, Alger, 1932
- Maurice Reygasse, Émile-Félix Gautier, Le monument de Tin Hinan, Annales de l'Académie des sciences coloniales, t. VII, 1934
- Maurice Reygasse, Découverte d'ateliers de technique acheuléenne dans le Tassili des Ajjers (Erg Tihodaïne), Bulletin de la Société préhistorique française, volume 32, n° 6, p.358-362, 1935, lire en ligne
- Maurice Reygasse, Monuments funéraires préislamiques de l'Afrique du Nord, gouvernement général de l'Algérie, Arts et Métiers Graphiques, Paris, 1950